# NGC 3693
NGC 3693 é uma galáxia espiral (Sb) localizada na direcção da constelação de Crater. Possui uma declinação de -13° 11' 39" e uma ascensão recta de 11 horas, 28 minutos e 11,5 segundos.
A galáxia NGC 3693 foi descoberta em 27 de Março de 1786 por William Herschel.